# Хижняк Микола Антонович
Хижняк Микола Антонович (18. 05. 1929, с. Черкаська Лозова Дергачівського району Харківської області — 17.10.2001, м. Харків) — український вчений у галузі електродинаміки, прискорювальної фізики та фізики плазми. Доктор фізико-математичних наук, професор, лауреат трьох Державних премій СРСР та УРСР, Заслужений діяч науки і техніки України,  заступник директора ХФТІ АН УРСР.

## Життєпис
Народився Микола Хижняк 18 травня 1929 року в  селі Черкаська Лозова  Деркачівського району Харківської області в родині робітника. У 1936 році пішов до 1 класу місцевої  школи[джерело не вказане 1395 днів].  У 1944 році продовжив навчання в  Харківській спеціальнії середнії школі  Військово-повітряних сил. По закінченню школи вступив до Харківського державного університету імені О. М. Горького на  фізико-математичний факультет, який закінчив у 1952 році.
У 1952 році почав працювати в Харківський фізико-технічний інститут АН УРСР (УФТІ).
Першою науковою роботою, виконаною М. А. Хижняком під керівництвом Файнберга Я. Б., було дослідження розповсюдження електромагнітних хвиль в шаруватих просторово-періодичних діелектриках. Робота «Штучні анізотропні середовища»  була опублікована в 1955 році  в «Журналі технічної фізики» (ЖТФ). Робота   дала поштовх для численних досліджень з сповільнюючих структур і поклала початок новому механізму генерації електромагнітних хвиль (параметричному черенковському випромінюванню).
У 1957 році М. А. Хижняком в  співавторстві з Я. Б. Файнбергом  було передбачене явище параметричного електромагнітного випромінювання зарядженої частинки, що рухається рівномірно і прямолінійно в шаруватому середовищі.
В 1958 році він захищає кандидатську дисертацію на тему «Деякі питання електродинаміки неоднорідних середовищ».
Згодом з'являються перші роботи з теорії інтегральних рівнянь макроскопічної електродинаміки.
В 1968 році Микола Хижняк захищає докторську дисертацію на тему: «Деякі питання теорії взаємодії плазмових згустків із зовнішніми полями».
З 1969 року М. А. Хижняк — начальник лабораторії, а згодом  начальник експериментального відділу Харківський фізико-технічний інститут АН УРСР (УФТІ). Під його безпоседреднім керівництвом були розроблені  та  створені унікальні типи лінійних прискорювачів протонів і багатозарядних іонів, вперше в світі було реалізоване модифіковане змінно-фазове фокусування.  В подальшому   успішно реалізується колективний прискорювач для електроядерної енергетики, розробляється нова техніка для підвищення електроядерної безпеки та екологічно чистої енергетики і для виробництва ядерних мембран і короткоживучих медичних ізотопів.
У 1986 році було надруговано фундаментальну працю Н. А. Хижняка «Інтегральні рівняння макроскопічної електродинаміки». В монографії розроблені та обгрунтовані основані методи вирішення відповідних інтегральних рівнянь (методи зведення інтегральних рівнянь  до системи лінійних алгебраїчних рівнянь, зведення системи інтегральних рівнянь теорії дифракції до одного сингулярного рівняння  першого роду та ін.).
У 1995 році в Національному науковому центрі Харківський фізико-технічний інститут на базі відділень плазмової електроніки (науковий керівник Файнберг Я. Б.) та прискорювачів важких заряджених частинок (науковий керівник Хижняк М. А.) було створено Інститут плазмової електроніки та нових методів прискорення.
Хижняк М. А. займався пошуком альтернативних шляхів розвитку атомної енергетики, створенням   електроядерної  енергетики  (атомної   енергетики, в  якій   суттєві   функції  виконують електрофізичні пристрої, такі як прискорювачі заряджених частинок).
Про успіхи в цьому напрямку згадує акаденік НАНУ, генеральний директор ННЦ «Харківський фізико-технічний інститут»  Неклюдов І.М.:
«У нас був такий великий вчений Микола Антонович Хижняк, який вперше передбачив і теоретично обгрунтував можливість такого напрямку — створення безпечних атомних реакторів. Довгий час його ідею не можна було здійснити, тому що не було таких потужних прискорювачів, та й просто не було можливості. Зараз такі можливості з'явилися.»
Хижняк М. А. брав участь в роботі редакційної колегії Журналу «Питання атомної науки і техніки», був   відповідальним редактором та членом редколегії редколегії Вісника Харківського університету    розділу «Радіофізика та електроніка».
Понад 20 років Микола Антонович організував міські семінари «Інтегральні рівняння макроскопічної електродинаміки»  та «Фізика і медицина».

## Педагогічна робота
У 1958 році  М. А. Хижняк спільно з професором М. І. Корсунским організував кафедру спецфізики при Харківський авіаційний інститут. Де згодом викладав теоретичну та ядерну фізику, а   після захисту докторської дисертації очолив кафедру.
Багато років професор Хижняк М. А. викладав у Харківський  державний університет імені О. М. Горького.  
З 1970 року Микола Хижняк  професор кафедри прикладної електродинаміки радіофізичного факультету, а в період 1983—1986 рр. очолював  кафедру надвисоких частот цього ж  факультету.  Микола Антонович   додав до  наукового напрямку кафедри методи інтегральних рівнянь для дослідження законів розсіяння на діелектричних включеннях в хвилеводах.
Підготував 18 докторів наук і 53 кандидатів наук.
В доробку Миколи Хижняка понад 570 друкованих наукових праць, в тому числі 5 монографій і більше 50 винаходів.

## Нагороди та звання
- Заслужений діяч науки і техніки України
- Державна преміія СРСР в галузі науки і техніки (1979) за активну участь у розробці та створенні лінійних прискорювачів електронів;
- Державна премія УРСР в галузі науки і техніки (1986) за цикл робіт «Теорія резонансного розсіювання хвиль та її застосування у радіофізиці»;
- Державна премія України в галузі науки і техніки (1996) за цикл праць «Змінно-фазова фокусировка, розроблення та створення прискорювачів протонів і іонів на її основі».

Був членом Американського фізичного товариства, Російського ядерного товариства, Українського фізичного товариства.

## Наукові праці
- Александрова А. А., Хижняк Н. А. Краевые задачи магнитной гидродинамики.- Харьков: Тест-Радио, 1993.- 230 с.
- Нерух А. Г., Хижняк Н. А. Современные проблемы нестационарной макроскопической электродинамики.- Харьков: Тест-Радио, 1991. — 280c.
- Хижняк М. А. Теорія хвильових процесів / М. А. Хижняк. — Х. : Штрих, 2003. — 304 с.
- Хижняк Н. А. Безопасная ядерная энергетика: научно-технические основы электроядерного экологически чистого производства энергии.- Харьков: ННЦ ХФТИ, 2004.- 148 с.
- Хижняк Н. А. Интегральные уравнения макроскопической электродинамики / Н. А. Хижняк.– К. : Наукова думка, 1986. — 278 с.
- Хижняк Н. А. Пути создания безопасной, экологи-чески чистой атомной энергетики в Украине: Пре-принт ХФТИ 94-8, Харьков, 1994, с.22.